# Docodesmus angustus
Docodesmus angustus är en mångfotingart som beskrevs av Loomis 1941. Docodesmus angustus ingår i släktet Docodesmus och familjen fingerdubbelfotingar. Inga underarter finns listade i Catalogue of Life.